# بيترا (ليسفوس)
بيترا (Πέτρα) هي مدينة في ليسفوس في اليونان.